# Madeurycoccus guari
Madeurycoccus guari är en insektsart som beskrevs av Mamet 1959. Madeurycoccus guari ingår i släktet Madeurycoccus och familjen ullsköldlöss.
Artens utbredningsområde är Madagaskar. Inga underarter finns listade i Catalogue of Life.